# Monmouth (Kalifornia)
Monmouth – jednostka osadnicza w Stanach Zjednoczonych, w stanie Kalifornia, w hrabstwie Fresno.